# Gornje Jarušice
Gornje Jarušice (cyr. Горње Јарушице) – wieś w Serbii, w okręgu szumadijskim, w mieście Kragujevac. W 2011 roku liczyła 548 mieszkańców.